# Ascaris
Ascaris és un gènere de nematodes ascarídides de la família Ascarididae. El gènere inclou diverses espècies de cucs paràsits, causants de l'ascariosi. Una altra espècie, Ascaris suum, normalment infecta els porcs, mentre que el Parascaris equorum, com a cuc rodó que infecta els èquids, s'anomena comunament "ascàrid".
Es transmeten per via orofecal, és a dir, per haver tocat una cosa contaminada fecalment i haver dut posteriorment els dits a la boca. Atès que els nens ho toquen tot i després es porten les mans a la boca, no és estrany que tinguin més risc que els adults d'infestar-se amb aquests paràsits.
Després d'introduir els ous del paràsit a la boca, creixen una mica i passen a la sang, podent produir picor. Posteriorment passen als pulmons, on poden ocasionar tos i pneumònia; després emigren cap a la faringe i d'aquí són novament empassats cap a l'intestí de l'individu, on creixen més. Si hi ha molts Ascaris en l'intestí, és possible sentir molèsties, encara que rares vegades produeixen obstrucció intestinal. Si hi ha febre i els Ascaris són molts, poden sortir per la boca, nas o anus.